# Le Quatrième Pouvoir (film, 1985)
Pour les articles homonymes, voir Quatrième pouvoir (homonymie).
Pour plus de détails, voir Fiche technique et Distribution.
Le Quatrième Pouvoir est un film français de Serge Leroy sorti en 1985.

## Synopsis
Catherine Carré présente tous les jours le journal de 20 heures avec un professionnalisme sans faille. Un soir, elle découvre dans les faits divers le nom d'Yves Dorget, journaliste de la presse écrite avec qui elle a eu autrefois une liaison. 
Dorget, homme intègre, enquête sur une vente d'armes de la France vers un pays en voie de développement. 

Ensemble, ils vont tenter de rendre la chose publique. Ils auront à choisir : respecter strictement leur déontologie professionnelle ou céder aux sentiments et aux pressions. Le « quatrième pouvoir », c'est eux.

## Fiche technique
Sauf indication contraire, les informations mentionnées dans cette section peuvent être confirmées par la base de données cinématographiques Unifrance,  présente dans la section « Liens externes ».
- Titre : Le Quatrième Pouvoir
- Réalisation : Serge Leroy
- Assistantes à la réalisation : Frédérique Noiret, Élisabeth Parnière
- Scénario : Françoise Giroud d'après l'œuvre de Yonnick Flot et Serge Leroy
- Son : Bernard Aubouy
- Musique : Juan José Mosalini - au générique : Alain Bashung
- Montage : François Ceppi
- Producteurs : Jean Kerchner, Cyril de Rouvre
- Sociétés de production : Consortium Financier de Production de Films (CFPF), Compagnie Française Cinématographique (CFC)
- Sociétés de distribution : Société Française de Distributeurs Indépendants (SFDI), Tamasa Distribution
- Pays de production :  France
- Langue de tournage : français
- Genre : drame
- Format : Couleur - 35 mm
- Durée : 100 min
- Date de sortie : 
  - France - 2 octobre 1985

## Distribution
- Philippe Noiret : Yves Dorget
- Nicole Garcia : Catherine Carrée
- Roland Blanche : André Villechaise, rédacteur en chef de "Paris matin"
- Jean-Claude Brialy : Béraud, le président de la chaîne de télévision
- Bernard Freyd : le ministre porte-parole du gouvernement
- Gérard Darier : Gérard, l'assistant de Catherine
- Pascal Légitimus : le technicien de la régie télé
- François-Eric Gendron : Rémy Marie, le pilote de courses amant de Catherine
- Michel Subor : Xavier Marèche
- Jean Lescot : le commissaire Berchner
- Christian Bouillette : Giovanetti, le policier au centre de tir
- Toni Cecchinato : Bruno Brunoli
- Mireille Delcroix : maitre Mireille Santini, l'avocate
- Pierre Fabien : Michel Barrère, le directeur de cabinet du ministre
- Arlette Gilbert : la patronne du restaurant à Honfleur
- Pierre Belot : le patron du restaurant à Honfleur
- Artus de Penguern : un client lors de la soirée au restaurant
- Michel Tugot-Doris : Moreau, l'archiviste du journal
- Brigitte Winstel : une journaliste collègue d'Yves
- Pierre Aknine : un journaliste collègue d'Yves
- Alain Courivaud : Bertrand Alain, le reporter de la prise d'otages
- Laura Favali : Laura, la présentatrice de la météo
- René Morard : Gabriel, un photographe
- Charlotte Walior : la compagne de Brunoli
- Gérard Lyon : le client dans le restaurant
- François Duval
- Philippe Chauveau
- Georges Lunghini
- Carole Brenner
- Danielle Durou